# 德魯森弗盧赫山
47°01′44.3″N 9°48′5.5″E / 47.028972°N 9.801528°E

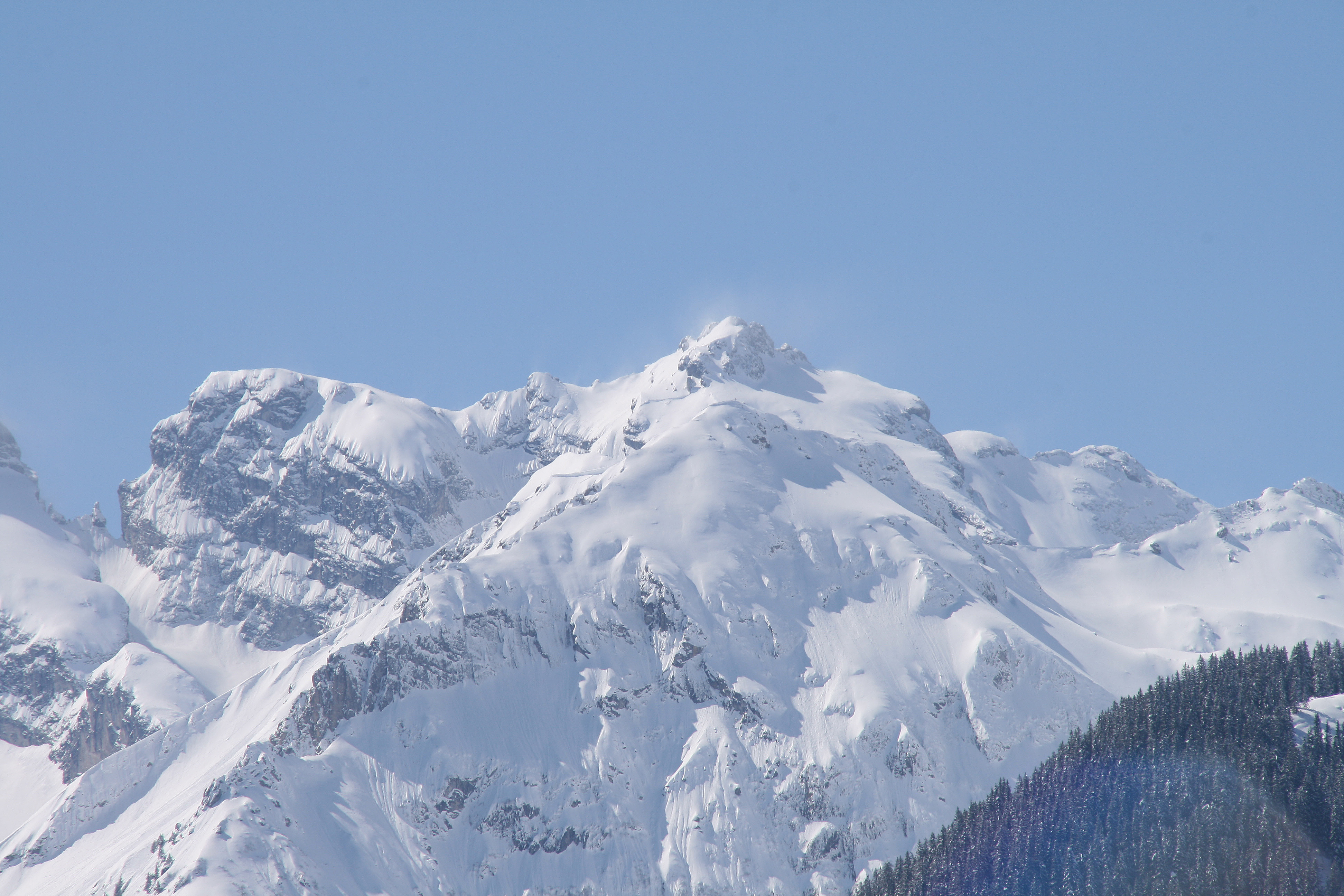

德魯森弗盧赫山（德語：Drusenfluh），是中歐的山峰，位於奧地利和瑞士接壤的邊境，屬於雷蒂孔山的一部分，該山峰海拔高度2,827米，人類首次在1870年登頂。